# Tour de France 1958
Le Tour de France 1958 est la 45e édition du Tour de France, course cycliste qui s'est déroulée du 26 juin au 19 juillet 1958.
La course, organisée par les journaux quotidiens L’Équipe et le Parisien Libéré, est constituée de 24 étapes pour 4 319 km, traverse deux pays, s'élance de Bruxelles (Belgique) et arrive à Paris.
La compétition est disputée par 120 coureurs, dont 78 parviennent à l'arrivée.
L'épreuve est remportée par le Luxembourgeois Charly Gaul.

## Généralités
- André Darrigade gagne 5 étapes et le Luxembourgeois Charly Gaul 4 étapes.
- Géminiani attaque et s’empare du Maillot Jaune qu’il porte à Briançon. L’étape Briançon-Aix les Bains est remportée par Charly Gaul sous une pluie glaciale. Il a lâché tous ses adversaires et repris plus de 12 minutes à Géminiani. Le grimpeur luxembourgeois gagne le Tour trente ans après Nicolas Frantz.
- Anquetil abandonne en raison d’une congestion pulmonaire.
- Blessé lors du 3e jour, l’Italien Giuseppe Pintarelli poursuivra le tour, le visage et le corps couverts de sparadrap.
- Chute dramatique de Darrigade sur la piste du Parc des Princes alors qu'il est en tête dans le dernier virage lors de la dernière étape. Il percute le chef-jardinier Constant Wouters, qui meurt à l'hôpital.
- Moyenne record : 36,919 km/h.
- Ce Tour de France détient le record, avec le Tour 1987, du plus grand nombre de porteurs du maillot jaune différents, à savoir huit.

## Étapes
| Étape,    | Date             | Villes étapes                    |                                         | Distance (km) | Vainqueur d’étape    | Leader du classement général |
| --------- | ---------------- | -------------------------------- | --------------------------------------- | ------------- | -------------------- | ---------------------------- |
| 1re étape | jeu. 26 juin     | Bruxelles (BEL) – Gand (BEL)     | Étape de plaine                         | 184           | André Darrigade      | André Darrigade              |
| 2e étape  | ven. 27 juin     | Gand (BEL) – Dunkerque           | Étape de plaine                         | 198           | Gerrit Voorting      | Jos Hoevenaars               |
| 3e étape  | sam. 28 juin     | Dunkerque – Le Tréport           | Étape de plaine                         | 177           | Gilbert Bauvin       | Wim van Est                  |
| 4e étape  | dim. 29 juin     | Le Tréport – Versailles          | Étape de plaine                         | 205           | Jean Gainche         | Wim van Est                  |
| 5e étape  | lun. 30 juin     | Versailles – Caen                | Étape de plaine                         | 232           | Tino Sabbadini       | Gilbert Bauvin               |
| 6e étape  | mar. 1er juillet | Caen – Saint-Brieuc              | Étape de plaine                         | 223           | Martin Van Geneugden | Gerrit Voorting              |
| 7e étape  | mer. 2 juillet   | Saint-Brieuc – Brest             | Étape de plaine                         | 170           | Brian Robinson       | Gerrit Voorting              |
| 8e étape  | jeu. 3 juillet   | Circuit de Châteaulin            | Contre-la-montre individuel             | 46            | Charly Gaul          | Gerrit Voorting              |
| 9e étape  | ven. 4 juillet   | Quimper – Saint-Nazaire          | Étape de plaine                         | 206           | André Darrigade      | André Darrigade              |
| 10e étape | sam. 5 juillet   | Saint-Brevin-les-Pins – Royan    | Étape de plaine                         | 255           | Pierino Baffi        | André Darrigade              |
| 11e étape | dim. 6 juillet   | Royan – Bordeaux                 | Étape de plaine                         | 137           | Arrigo Padovan       | André Darrigade              |
| 12e étape | lun. 7 juillet   | Bordeaux – Dax                   | Étape de plaine                         | 161           | Martin Van Geneugden | André Darrigade              |
| 13e étape | mar. 8 juillet   | Dax – Pau                        | Étape de montagne                       | 230           | Louis Bergaud        | Raphaël Géminiani            |
| 14e étape | mer. 9 juillet   | Pau – Luchon                     | Étape de montagne                       | 129           | Federico Bahamontes  | Vito Favero                  |
| 15e étape | jeu. 10 juillet  | Luchon – Toulouse                | Étape de montagne                       | 176           | André Darrigade      | Vito Favero                  |
| 16e étape | ven. 11 juillet  | Toulouse – Béziers               | Étape de plaine                         | 187           | Pierino Baffi        | Vito Favero                  |
| 17e étape | sam. 12 juillet  | Béziers – Nîmes                  | Étape de plaine                         | 189           | André Darrigade      | Vito Favero                  |
| 18e étape | dim. 13 juillet  | Bédoin – Mont Ventoux            | Contre-la-montre individuel en montagne | 22            | Charly Gaul          | Raphaël Géminiani            |
| 19e étape | lun. 14 juillet  | Carpentras – Gap                 | Étape de montagne                       | 178           | Gastone Nencini      | Raphaël Géminiani            |
| 20e étape | mar. 15 juillet  | Gap – Briançon                   | Étape de montagne                       | 165           | Federico Bahamontes  | Raphaël Géminiani            |
| 21e étape | mer. 16 juillet  | Briançon – Aix-les-Bains         | Étape de montagne                       | 219           | Charly Gaul          | Vito Favero                  |
| 22e étape | jeu. 17 juillet  | Aix-les-Bains – Besançon         | Étape de montagne                       | 237           | André Darrigade      | Vito Favero                  |
| 23e étape | ven. 18 juillet  | Besançon – Dijon                 | Contre-la-montre individuel             | 74            | Charly Gaul          | Charly Gaul                  |
| 24e étape | sam. 19 juillet  | Dijon – Paris - Parc des Princes | Étape de plaine                         | 320           | Pierino Baffi        | Charly Gaul                  |

## Classements

### Classement général final
| Classement général | Classement général    | Classement général   | Classement général    | Classement général  |
|                    | Coureur               | Pays                 | Équipe                | Temps               |
| ------------------ | --------------------- | -------------------- | --------------------- | ------------------- |
| 1er                | Charly Gaul           | Luxembourg           | Pays-Bas / Luxembourg | en 116 h 59 min 5 s |
| 2e                 | Vito Favero           | Italie               | Italie                | + 3 min 10 s        |
| 3e                 | Raphaël Géminiani     | France               | Centre - Midi         | + 3 min 41 s        |
| 4e                 | Jan Adriaensens       | Belgique             | Belgique              | + 7 min 16 s        |
| 5e                 | Gastone Nencini       | Italie               | Italie                | + 13 min 33 s       |
| 6e                 | Joseph Planckaert     | Belgique             | Belgique              | + 28 min 1 s        |
| 7e                 | Louison Bobet         | France               | France                | + 31 min 39 s       |
| 8e                 | Federico Bahamontes   | Espagne              | Espagne               | + 40 min 44 s       |
| 9e                 | Louis Bergaud         | France               | France                | + 48 min 33 s       |
| 10e                | Jos Hoevenaars        | Belgique             | Belgique              | + 58 min 26 s       |
| 11e                | Piet Damen            | Pays-Bas             | Pays-Bas / Luxembourg | + 1 h 0 min 40 s    |
| 12e                | Lothar Friedrich (en) | Allemagne de l'Ouest | Suisse / Allemagne    | + 1 h 2 min 13 s    |
| 13e                | Édouard Delberghe     | France               | Paris - Nord-Est      | + 1 h 2 min 18 s    |
| 14e                | Jean Graczyk          | France               | Centre - Midi         | + 1 h 4 min 39 s    |
| 15e                | Gilbert Bauvin        | France               | France                | + 1 h 12 min 51 s   |
| 16e                | Marcel Ernzer         | Luxembourg           | Pays-Bas / Luxembourg | + 1 h 16 min 29 s   |
| 17e                | Henry Anglade         | France               | Centre - Midi         | + 1 h 24 min 57 s   |
| 18e                | Joseph Thomin         | France               | Ouest - Sud-Ouest     | + 1 h 25 min 44 s   |
| 19e                | Antonino Catalano     | Italie               | Italie                | + 1 h 26 min 5 s    |
| 20e                | Fernando Manzaneque   | Espagne              | Espagne               | + 1 h 29 min 30 s   |
| 21e                | André Darrigade       | France               | France                | + 1 h 34 min 22 s   |
| 22e                | Piet van Est          | Pays-Bas             | Pays-Bas / Luxembourg | + 1 h 35 min 37 s   |
| 23e                | Jean-Claude Annaert   | France               | Paris - Nord-Est      | + 1 h 37 min 5 s    |
| 24e                | Gianni Ferlenghi      | Italie               | Italie                | + 1 h 37 min 58 s   |
| 25e                | Joseph Groussard      | France               | France                | + 1 h 40 min 46 s   |
| modifier           |                       |                      |                       |                     |

### Classements annexes finals
| Classement par points | Classement par points | Classement par points | Classement par points | Classement par points |
| --------------------- | --------------------- | --------------------- | --------------------- | --------------------- |
|                       | Coureur               | Pays                  | Équipe                | Point(s)              |
| 1er                   | Jean Graczyk          | France                | Centre - Midi         | 247 points            |
| 2e                    | Joseph Planckaert     | Belgique              | Belgique              | 406 pts               |
| 3e                    | André Darrigade       | France                | France                | 553 pts               |
| 4e                    | Jean Gainche          | France                | Ouest - Sud-Ouest     | 584 pts               |
| 5e                    | Édouard Delberghe     | France                | Paris - Nord-Est      | 623 pts               |
| 6e                    | Gilbert Bauvin        | France                | France                | 660 pts               |
| 7e                    | Jos Hoevenaars        | Belgique              | Belgique              | 663 pts               |
| 8e                    | Gastone Nencini       | Italie                | Italie                | 682 pts               |
| 9e                    | Piet van Est          | Pays-Bas              | Pays-Bas / Luxembourg | 718 pts               |
| 10e                   | Wim van Est           | Pays-Bas              | Pays-Bas / Luxembourg | 728 pts               |
| modifier              |                       |                       |                       |                       |

| Classement du Prix du meilleur grimpeur | Classement du Prix du meilleur grimpeur                       | Classement du Prix du meilleur grimpeur | Classement du Prix du meilleur grimpeur           | Classement du Prix du meilleur grimpeur |
| --------------------------------------- | ------------------------------------------------------------- | --------------------------------------- | ------------------------------------------------- | --------------------------------------- |
|                                         | Coureur                                                       | Pays                                    | Équipe                                            | Point(s)                                |
| 1er                                     | Federico Bahamontes                                           | Espagne                                 | Espagne                                           | 79 points                               |
| 2e                                      | Charly Gaul                                                   | Luxembourg                              | Pays-Bas / Luxembourg                             | 64 pts                                  |
| 3e                                      | Jean Dotto                                                    | France                                  | Centre - Midi                                     | 34 pts                                  |
| 4e                                      | Gianni Ferlenghi                                              | Italie                                  | Italie                                            | 33 pts                                  |
| 5e                                      | Jan Adriaenssens                                              | Belgique                                | Belgique                                          | 28 pts                                  |
| 6e                                      | Antonino Catalano Piet van Est                                | Italie Pays-Bas                         | Italie Pays-Bas / Luxembourg                      | 19 pts                                  |
| 8e                                      | Jacques Anquetil Raphaël Géminiani Gastone Nencini Piet Damen | France Italie Pays-Bas                  | France Centre - Midi Italie Pays-Bas / Luxembourg | 18 pts                                  |
| modifier                                |                                                               |                                         |                                                   |                                         |

| Classement par équipes | Classement par équipes | Classement par équipes        | Classement par équipes |
|                        | Équipe                 | Pays                          | Temps                  |
| ---------------------- | ---------------------- | ----------------------------- | ---------------------- |
| 1re                    | Belgique               | Belgique                      | en 352 h 30 min 58 s   |
| 2e                     | Italie                 | Italie                        | + 9 min 5 s            |
| 3e                     | Pays-Bas / Luxembourg  | Pays-Bas / Luxembourg         | + 43 min 26 s          |
| 4e                     | France                 | France                        | + 59 min 20 s          |
| 5e                     | Centre - Midi          | France                        | + 59 min 34 s          |
| 6e                     | Espagne                | Espagne                       | + 3 h 18 min 48 s      |
| 7e                     | Paris - Nord-Est       | France                        | + 3 h 20 min 0 s       |
| 8e                     | Suisse / Allemagne     | Suisse / Allemagne de l'Ouest | + 3 h 30 min 9 s       |
| 9e                     | Ouest - Sud-Ouest      | France                        | + 3 h 45 min 14 s      |
| 10e                    | Internationaux         | —                             | + 5 h 23 min 28 s      |
| modifier               |                        |                               |                        |

| Classement de la combativité | Classement de la combativité        | Classement de la combativité | Classement de la combativité | Classement de la combativité |
| ---------------------------- | ----------------------------------- | ---------------------------- | ---------------------------- | ---------------------------- |
|                              | Coureur                             | Pays                         | Équipe                       | Point(s)                     |
| 1er                          | Federico Bahamontes                 | Espagne                      | Espagne                      | 246 points                   |
| 2e                           | André Darrigade                     | France                       | France                       | 243 pts                      |
| 3e                           | Charly Gaul                         | Luxembourg                   | Pays-Bas / Luxembourg        | 224 pts                      |
| 4e                           | Jean Graczyk                        | France                       | Centre - Midi                | 213 pts                      |
| 5e                           | Raphaël Géminiani                   | France                       | Centre - Midi                | 136 pts                      |
| 6e                           | Louison Bobet                       | France                       | France                       | 93 pts                       |
| 7e                           | Gastone Nencini                     | Italie                       | Italie                       | 90 pts                       |
| 8e                           | Antonino Catalano Joseph Planckaert | Italie Belgique              | Italie Belgique              | 79 pts                       |
| 10e                          | Jean-Claude Annaert                 | France                       | Paris - Nord-Est             | 73 pts                       |
| modifier                     |                                     |                              |                              |                              |

### Évolution des classements
| Étape              | Vainqueur            | Classement général | Classement par points | Classement de la montagne | Classement par équipes | Classement de la combativité | Classement de la combativité |
| Étape              | Vainqueur            | Classement général | Classement par points | Classement de la montagne | Classement par équipes | Étape                        | Leader                       |
| ------------------ | -------------------- | ------------------ | --------------------- | ------------------------- | ---------------------- | ---------------------------- | ---------------------------- |
| 1                  | André Darrigade      | André Darrigade    | André Darrigade       | Non décerné               | Belgique               | Joseph Planckaert            | Joseph Planckaert            |
| 2                  | Gerrit Voorting      | Jos Hoevenaars     | Jos Hoevenaars        | Non décerné               | Belgique               | Jean Graczyk                 | Joseph Planckaert            |
| 3                  | Gilbert Bauvin       | Wim van Est        | Jean Graczyk          | Non décerné               | Pays-Bas / Luxembourg  | Jean Stablinski              | Joseph Planckaert            |
| 4                  | Jean Gainche         | Wim van Est        | Jean Graczyk          | Non décerné               | Belgique               | François Mahé                | Joseph Planckaert            |
| 5                  | Tino Sabbadini       | Gilbert Bauvin     | Jean Graczyk          | Non décerné               | France                 | Louison Bobet                | Joseph Planckaert            |
| 6                  | Martin van Geneugden | Gerrit Voorting    | Jean Graczyk          | Non décerné               | France                 | François Mahé                | François Mahé                |
| 7                  | Brian Robinson       | Gerrit Voorting    | Jean Graczyk          | Non décerné               | France                 | Brian Robinson               | François Mahé                |
| 8                  | Charly Gaul          | Gerrit Voorting    | Jean Graczyk          | Non décerné               | France                 | Charly Gaul                  | François Mahé                |
| 9                  | André Darrigade      | André Darrigade    | Jean Graczyk          | Non décerné               | France                 | Jean Graczyk                 | Jean Graczyk                 |
| 10                 | Pierino Baffi        | André Darrigade    | Jean Graczyk          | Non décerné               | France                 | Armand Desmet                | Jean Graczyk                 |
| 11                 | Arrigo Padovan       | André Darrigade    | Jean Graczyk          | Non décerné               | France                 | Piet van Est                 | Jean Graczyk                 |
| 12                 | Martin van Geneugden | André Darrigade    | Jean Graczyk          | Non décerné               | France                 | Non décerné                  | Jean Graczyk                 |
| 13                 | Louis Bergaud        | Raphaël Géminiani  | Jean Graczyk          | Federico Bahamontes       | France                 | Louis Bergaud                | Jean Graczyk                 |
| 14                 | Federico Bahamontes  | Vito Favero        | Jean Graczyk          | Federico Bahamontes       | France                 | Federico Bahamontes          | Jean Graczyk                 |
| 15                 | André Darrigade      | Vito Favero        | Jean Graczyk          | Federico Bahamontes       | France                 | Non décerné                  | Jean Graczyk                 |
| 16                 | Pierino Baffi        | Vito Favero        | Jean Graczyk          | Federico Bahamontes       | France                 | Jean Dacquay                 | Jean Graczyk                 |
| 17                 | André Darrigade      | Vito Favero        | Jean Graczyk          | Federico Bahamontes       | France                 | Federico Bahamontes          | Federico Bahamontes          |
| 18                 | Charly Gaul          | Raphaël Géminiani  | Jean Graczyk          | Federico Bahamontes       | Belgique               | Charly Gaul                  | Federico Bahamontes          |
| 19                 | Gastone Nencini      | Raphaël Géminiani  | Jean Graczyk          | Federico Bahamontes       | Belgique               | Raphaël Géminiani            | Federico Bahamontes          |
| 20                 | Federico Bahamontes  | Raphaël Géminiani  | Jean Graczyk          | Federico Bahamontes       | Belgique               | Antonino Catalano            | Federico Bahamontes          |
| 21                 | Charly Gaul          | Vito Favero        | Jean Graczyk          | Federico Bahamontes       | France                 | Charly Gaul                  | Federico Bahamontes          |
| 22                 | André Darrigade      | Vito Favero        | Jean Graczyk          | Federico Bahamontes       | France                 | André Darrigade              | Federico Bahamontes          |
| 23                 | Charly Gaul          | Charly Gaul        | Jean Graczyk          | Federico Bahamontes       | Belgique               | Charly Gaul                  | Federico Bahamontes          |
| 24                 | Pierino Baffi        | Charly Gaul        | Jean Graczyk          | Federico Bahamontes       | Belgique               | Non décerné                  | Federico Bahamontes          |
| Classements finals | Classements finals   | Charly Gaul        | Jean Graczyk          | Federico Bahamontes       | Belgique               | Federico Bahamontes          | Federico Bahamontes          |

## Liste des coureurs
La liste ci-dessous présente les coureurs inscrits par numéro de dossard.
| Légende | Légende                                                                    | Légende | Légende                                                    |
| ------- | -------------------------------------------------------------------------- | ------- | ---------------------------------------------------------- |
| Num     | Dossard de départ porté par le coureur sur ce Tour                         | Pos     | Position à l'arrivée de la course                          |
|         | Indique un maillot de champion national ou mondial, suivi de sa spécialité | NP      | Indique un coureur qui n'a pas pris le départ de la course |
| AB      | Indique un coureur qui n'a pas terminé la course                           | HD      | Indique un coureur qui a terminé la course hors des délais |

| France                           | France                 | France |
| -------------------------------- | ---------------------- | ------ |
| Num                              | Coureur                | Pos    |
| 1                                | Jacques Anquetil (FRA) | AB-23  |
| 2                                | Gilbert Bauvin (FRA)   | 15e    |
| 3                                | Louis Bergaud (FRA)    | 9e     |
| 4                                | Louison Bobet (FRA)    | 7e     |
| 5                                | André Darrigade (FRA)  | 21e    |
| 6                                | Jean Forestier (FRA)   | AB-2   |
| 7                                | Joseph Groussard (FRA) | 25e    |
| 8                                | François Mahé (FRA)    | AB-21  |
| 9                                | Francis Pipelin (FRA)  | 61e    |
| 10                               | René Privat (FRA)      | 60e    |
| 11                               | Jean Stablinski (FRA)  | 68e    |
| 12                               | Roger Walkowiak (FRA)  | 75e    |
| Directeur sportif : Marcel Bidot |                        |        |

| Italie                            | Italie                    | Italie |
| --------------------------------- | ------------------------- | ------ |
| Num                               | Coureur                   | Pos    |
| 21                                | Pierino Baffi (ITA)       | 63e    |
| 22                                | Emilio Bottecchia (ITA)   | 38e    |
| 23                                | Rizzardo Brenioli (ITA)   | 43e    |
| 24                                | Antonino Catalano (ITA)   | 19e    |
| 25                                | Gilberto Dall’Agata (ITA) | 50e    |
| 26                                | Giuseppe Fallarini (ITA)  | AB-7   |
| 27                                | Vito Favero (ITA)         | 2e     |
| 28                                | Gianni Ferlenghi (ITA)    | 24e    |
| 29                                | Pietro Nascimbene (ITA)   | 34e    |
| 30                                | Gastone Nencini (ITA)     | 5e     |
| 31                                | Arrigo Padovan (ITA)      | 45e    |
| 32                                | Giuseppe Pintarelli (ITA) | 65e    |
| Directeur sportif : Alfredo Binda |                           |        |

| Belgique                       | Belgique                   | Belgique |
| ------------------------------ | -------------------------- | -------- |
| Num                            | Coureur                    | Pos      |
| 41                             | Jan Adriaensens (BEL)      | 4e       |
| 42                             | Jean Brankart (BEL)        | AB-20    |
| 43                             | Pino Cerami (BEL)          | AB-21    |
| 44                             | Armand Desmet (BEL)        | 33e      |
| 45                             | Gilbert Desmet 1 (BEL)     | AB-20    |
| 46                             | Noël Foré (BEL)            | AB-15    |
| 47                             | Jos Hoevenaars (BEL)       | 10e      |
| 48                             | Marcel Janssens (BEL)      | AB-6     |
| 49                             | Hendrik Luyten (BEL)       | 52e      |
| 50                             | Joseph Planckaert (BEL)    | 6e       |
| 51                             | Martin Van Geneugden (BEL) | 27e      |
| 52                             | André Vlayen (BEL)         | AB-15    |
| Directeur sportif : Jean Aerts |                            |          |

| Espagne                                | Espagne                   | Espagne |
| -------------------------------------- | ------------------------- | ------- |
| Num                                    | Coureur                   | Pos     |
| 61                                     | Federico Bahamontes (ESP) | 8e      |
| 62                                     | Salvador Botella (ESP)    | AB-21   |
| 63                                     | Miguel Bover (ESP)        | 72e     |
| 64                                     | Jesús Galdeano (ESP)      | 59e     |
| 65                                     | Fernando Manzaneque (ESP) | 20e     |
| 66                                     | Carmelo Morales (ESP)     | AB-13   |
| 67                                     | Francisco Moreno (ESP)    | 71e     |
| 68                                     | Luís Otaño (ESP)          | 56e     |
| 69                                     | Miguel Pacheco (ESP)      | AB-4    |
| 70                                     | Bernardo Ruiz (ESP)       | 55e     |
| 71                                     | Julio San Emeterio (ESP)  | AB-1    |
| 72                                     | Antonio Suárez (ESP)      | 64e     |
| Directeur sportif : Dalmacio Langarica |                           |         |

| Pays-Bas / Luxembourg               | Pays-Bas / Luxembourg      | Pays-Bas / Luxembourg |
| ----------------------------------- | -------------------------- | --------------------- |
| Num                                 | Coureur                    | Pos                   |
| 81                                  | Piet Damen (NED)           | 11e                   |
| 82                                  | Piet De Jongh (NED)        | 41e                   |
| 83                                  | Jaap Kersten (NED)         | 44e                   |
| 84                                  | Jef Lahaye (NED)           | AB-10                 |
| 85                                  | Wim van Est (NED)          | 46e                   |
| 86                                  | Piet van Est (NED)         | 22e                   |
| 87                                  | Gerrit Voorting (NED)      | 47e                   |
| 88                                  | Martin Van Der Borgh (NED) | AB-15                 |
| 89                                  | Aldo Bolzan (ITA)          | 32e                   |
| 90                                  | Marcel Ernzer (LUX)        | 16e                   |
| 91                                  | Charly Gaul (LUX)          | 1er                   |
| 92                                  | Jempy Schmitz (LUX)        | 37e                   |
| Directeur sportif : Jean Goldschmit |                            |                       |

| Suisse / Allemagne              | Suisse / Allemagne       | Suisse / Allemagne |
| ------------------------------- | ------------------------ | ------------------ |
| Num                             | Coureur                  | Pos                |
| 101                             | Ernest Ecuyer (SUI)      | 74e                |
| 102                             | Walter Favre (SUI)       | 78e                |
| 103                             | Anton Graeser (SUI)      | 30e                |
| 104                             | Jean-Claude Gret (SUI)   | 67e                |
| 105                             | Hans Hollenstein (SUI)   | AB-20              |
| 106                             | Ernst Traxel (SUI)       | 42e                |
| 107                             | Gunther Debussmann (RFA) | AB-6               |
| 108                             | Lothar Friedrich (RFA)   | 12e                |
| 109                             | Mathias Loder (RFA)      | AB-15              |
| 110                             | Reinhold Pommer (RFA)    | AB-11              |
| 111                             | Franz Reitz (RFA)        | 36e                |
| 112                             | Horst Tüller (RFA)       | 58e                |
| Directeur sportif : Alex Burtin |                          |                    |

| Internationaux                | Internationaux          | Internationaux |
| ----------------------------- | ----------------------- | -------------- |
| Num                           | Coureur                 | Pos            |
| 121                           | Adolf Christian (AUT)   | 28e            |
| 122                           | Rudolf Maresch (AUT)    | AB-2           |
| 123                           | Antonino Baptista (POR) | AB-15          |
| 124                           | Alves Barbosa (POR)     | 76e            |
| 125                           | Seamus Elliott (IRL)    | 48e            |
| 126                           | Stan Brittain (GBR)     | 69e            |
| 127                           | Ron Coe (GBR)           | AB-6           |
| 128                           | Brian Robinson (GBR)    | AB-20          |
| 129                           | Hans Andresen (DEN)     | 62e            |
| 130                           | Eluf Dalgaard (DEN)     | AB-5           |
| 131                           | Kaj Allan Olsen (DEN)   | AB-15          |
| 132                           | Fritz Ravn (DEN)        | AB-1           |
| Directeur sportif : Max Bulla |                         |                |

| Centre - Midi                       | Centre - Midi           | Centre - Midi |
| ----------------------------------- | ----------------------- | ------------- |
| Num                                 | Coureur                 | Pos           |
| 141                                 | Henry Anglade (FRA)     | 17e           |
| 142                                 | Mario Bertolo (ITA)     | 77e           |
| 143                                 | Emmanuel Busto (FRA)    | 31e           |
| 144                                 | Claude Colette (FRA)    | AB-21         |
| 145                                 | Jean Dotto (FRA)        | AB-23         |
| 146                                 | Georges Gay (FRA)       | AB-19         |
| 147                                 | Raphaël Géminiani (FRA) | 3e            |
| 148                                 | Jean Graczyk (FRA)      | 14e           |
| 149                                 | Pierre Polo (FRA)       | 39e           |
| 150                                 | Marcel Rohrbach (FRA)   | 26e           |
| 151                                 | Antonin Rolland (FRA)   | 66e           |
| 152                                 | Roger Chaussabel (FRA)  | 70e           |
| Directeur sportif : Adolphe Deledda |                         |               |

| Ouest - Sud-Ouest                 | Ouest - Sud-Ouest     | Ouest - Sud-Ouest |
| --------------------------------- | --------------------- | ----------------- |
| Num                               | Coureur               | Pos               |
| 161                               | Jean Bourlès (FRA)    | AB-21             |
| 162                               | Jean Gainche (FRA)    | 29e               |
| 163                               | Maurice Lavigne (FRA) | AB-7              |
| 164                               | Camille Le Menn (FRA) | 54e               |
| 165                               | Eugène Letendre (FRA) | AB-10             |
| 166                               | Jean Malléjac (FRA)   | AB-15             |
| 167                               | Robert Roudaut (FRA)  | AB-18             |
| 168                               | Joseph Morvan (FRA)   | 35e               |
| 169                               | Fernand Picot (FRA)   | 49e               |
| 170                               | Tino Sabbadini (FRA)  | 53e               |
| 171                               | Joseph Thomin (FRA)   | 18e               |
| 172                               | Robert Varnajo (FRA)  | AB-17             |
| Directeur sportif : Paul Le Drogo |                       |                   |

| Paris - Nord-Est                | Paris - Nord-Est          | Paris - Nord-Est |
| ------------------------------- | ------------------------- | ---------------- |
| Num                             | Coureur                   | Pos              |
| 181                             | Jean-Claude Annaert (FRA) | 23e              |
| 182                             | Claude Barmier (FRA)      | AB-5             |
| 183                             | Nicolas Barone (FRA)      | AB-15            |
| 184                             | Stanislas Bober (FRA)     | 73e              |
| 185                             | Jean Dacquay (FRA)        | AB-21            |
| 186                             | Serge David (FRA)         | 51e              |
| 187                             | Édouard Delberghe (FRA)   | 13e              |
| 188                             | André Dupré (FRA)         | AB-21            |
| 189                             | Raymond Hoorelbeke (FRA)  | 57e              |
| 190                             | Fernand Lamy (FRA)        | 40e              |
| 191                             | Maurice Moucheraud (FRA)  | AB-19            |
| 192                             | Maurice Quentin (FRA)     | AB-21            |
| Directeur sportif : Jean Mazier |                           |                  |